# BBG Bootsbau Berlin
Die BBG Bootsbau Berlin GmbH war eine Werft in Berlin. Sie war nach der Bootswerft Empacher die zweitgrößte deutsche Werft für Ruderboote.
Zum 30. Januar 2016 war das Insolvenzverfahren beantragt worden. Seit 1. März 2016 wurde der Geschäftsbetrieb von der mittlerweile ebenfalls aufgelösten BBG Bootsmanufaktur Berlin GmbH fortgeführt.

## Geschichte

### Vorläufer
Das erste Unternehmen, die Claus-Engelbrecht-Werft, auf das sich die heutige BBG zurückverfolgen lässt, wurde bereits 1890 von Claus Engelbrecht gegründet. Am damaligen Standort vor den Grenzen Berlins, in Zeuthen, wurden hauptsächlich Sportboote produziert. Engelbrecht verkaufte die Zeuthener Werft 1911 an Fritz Naglo, der diese am 1. Juli übernahm. Engelbrecht etablierte 1926 eine weitere Werft mit seinen Söhnen am Standort in Köpenick, wo er bis zu seinem Tode 1935 diese tatkräftig unterstützte. Auch dort wurden wieder Sportboote hergestellt. Im Zweiten Weltkrieg mussten verschiedene Boote für die Marine gebaut werden. 1945 wurde die Engelbrecht-Werft demontiert. Laut dem American Jewish Committee beschäftigte das Unternehmen während des Nationalsozialismus Zwangsarbeiter.

#### Modellpalette der Claus Engelbrecht Werft
Überliefert sind Informationen der Modellpalette der Werften, zusammengestellt vom ehemaligen Direktor des Nachfolgeunternehmens Yachtwerft Berlin. Konstruktionszeichnungen der hergestellten Modelle haben die Wirren des Zweiten Weltkrieges nicht überlebt.

### Nachkriegszeit

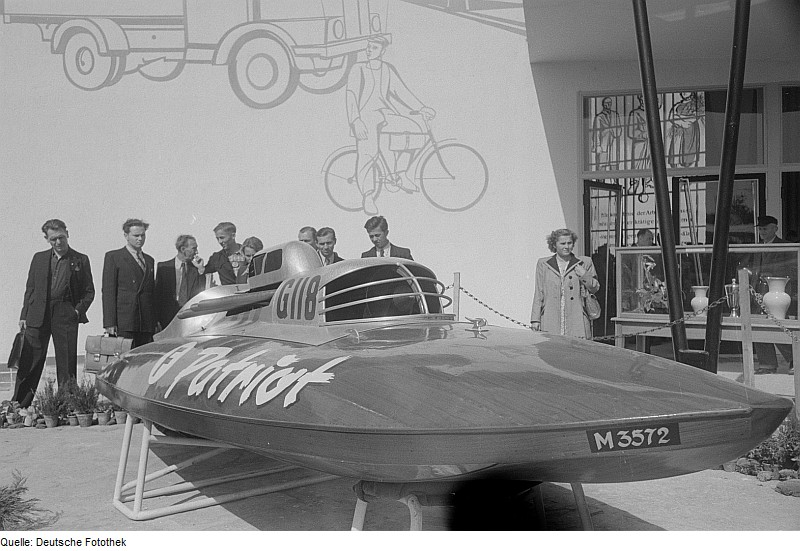
In der Yachtwerft Berlin entwickelter Bootstyp „Patriot“ (1953)

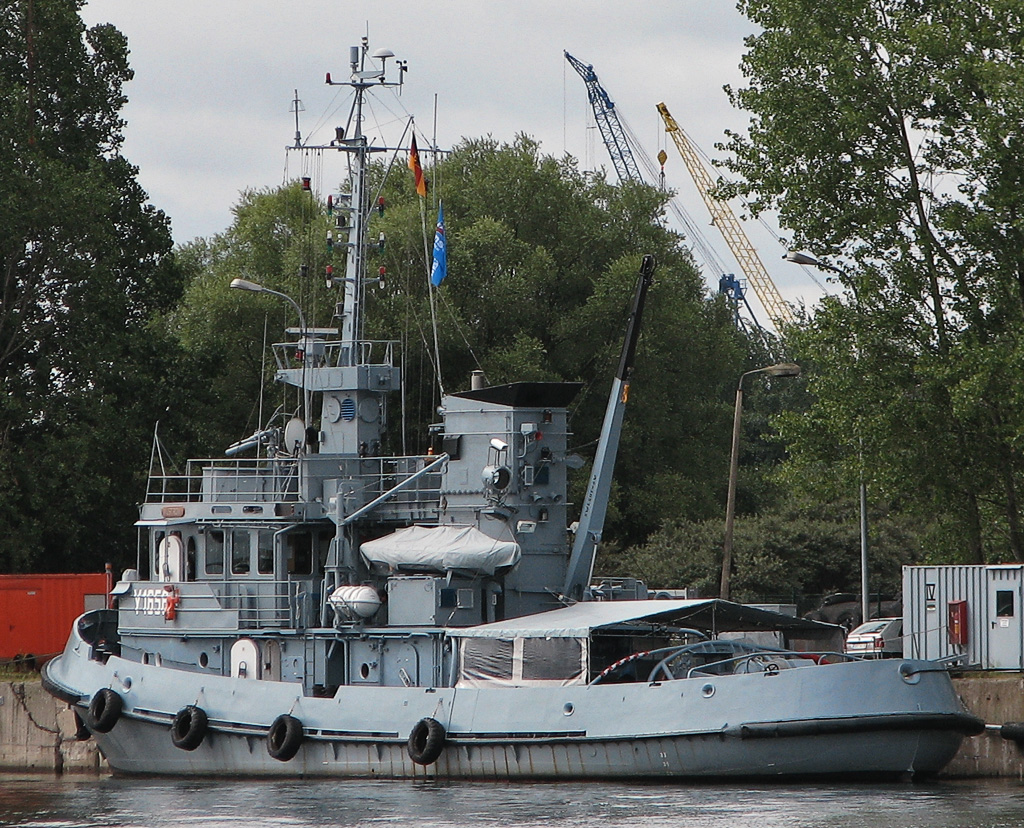
Marineschlepper Y1656 Wustrow

Nach dem Zweiten Weltkrieg wurden in der Werft Schuhe aus verschiedenen Kunststoffen hergestellt, da die Fertigungsanlagen für Boote im Zuge sowjetischer Reparationsansprüche demontiert wurden und auch kein Bedarf an Sportbooten bestand. 1949 konnte der Bootsbau wieder aufgenommen werden, wobei die in der Schuhproduktion erworbenen Erkenntnisse über verschiedene Kunststoffe hilfreich beim Entwurf von Kunststoffbooten waren. Da die Yachtwerft Berlin der erste Hersteller von solchen Booten aus Holzlaminaten war, war die Nachfrage entsprechend hoch und es mussten neue Gebäude an der Müggelspree bezogen werden, wo heute der Firmensitz ist.

### DDR-Zeit
Im Jahr 1956 wurden die Engelbrecht-Werft am Standort Berlin-Köpenick mit der Friedrich-Brumm-Werft am Standort Berlin-Friedrichshagen zu einem Volkseigenen Betrieb zusammengeführt und in VEB Yachtwerft Berlin umbenannt.
Neben Ruderbooten (Skiffs) wurden auch andere Wasserfahrzeuge hergestellt, so z. B. Fahrtenyachten und Segeljollen. Die hier gebauten Jollenkreuzer wurden von Hartmut Rührdanz auf der Basis der Risse von Reinhard Drewitz entworfen und konstruiert. Außerdem entstand hier eine Serie von Torpedobooten des Projekt 68.2 (Wiesel-Klasse) für die Volksmarine und einige Schnellboote für die Grenzpolizei.
In den 1970er Jahren wurden die sog. Komposit-Boote entwickelt, die eine große Berühmtheit erlangten und deren Markenzeichen die graue Außenhaut aus Kunststoff ist. Die Boote bestanden aus ebendieser Außenhaut, die auf ein Holzgerüst gezogen war. Fast alle Nationalmannschaften des Ostblocks fuhren äußerst erfolgreich mit diesen Booten, so gewann die DDR 1976 in Montreal 9 von 13 olympischen Medaillen. Der Betrieb wurde für diese Erfolge mit dem  Orden Banner der Arbeit Stufe I ausgezeichnet. In diesem Jahr wurde auch die Produktion von Vollholzbooten eingestellt.
Aufgrund der durch diese Erfolge steigenden Nachfrage wurde ein Großteil der Produktion in die Staaten des Ostblocks verlagert, da die Kapazitäten knapp wurden. Der Staat förderte den Betrieb und es wurden immer bessere Boote entwickelt und getestet, in Spitzenzeiten wurden zwei Boote pro Tag produziert.
1981 wurden auch erstmals Boote in das Nichtsozialistische Wirtschaftsgebiet (NSW) exportiert, vor allem in die Bundesrepublik Deutschland.

### Nach der Wiedervereinigung
Nach der Wende wurde die Yachtwerft Berlin zunächst am 1. Juni 1990 in eine Holding mit den Tochter-GmbHs Werft Berlin, Yacht Berlin und Bootsbau Berlin umgewandelt, der ehemalige Tochterbetrieb VEB Oderwerft Eisenhüttenstadt wurde dabei als selbstständiges Unternehmen abgespalten. Die Werft Berlin wurde am 17. August 1993 vom Verbund Deutsche Binnenwerften übernommen, deren Berliner Teil im Februar 2000 Konkurs anmelden musste. Aus der Bootsbau Berlin ging die BBG Bootsbau Berlin GmbH hervor. Deren Verantwortliche entschieden, dass die gebauten Boote die Farbe Rot tragen sollten, „denn rot symbolisierte für uns Kraft, Progressivität und ein Streben die technische Entwicklung weiter voranzutreiben.“ (Zitat von der Homepage der BBG).
Ende Januar 2016 musste die BBG Bootsbau Insolvenz anmelden. Mit Wirkung vom 1. März wurden Produktion und Mitarbeiter durch das neu gegründete Unternehmen BBG Bootsmanufaktur Berlin GmbH übernommen. Die Produktion und die Reparatur von Sportruderbooten soll fortgeführt werden.
Im Juni 2022 meldete Nachfolgefirma BBG Bootsmanufaktur Berlin GmbH ebenfalls Insolvenz an. Die Firma wurde aufgelöst. Die Bootsformen wurden von Baumgarten Bootsbau, Warin übernommen.